# هارون موسی-گاروی
هارون موسی-گاروی (انگلیسی: Aaron Moses-Garvey؛ زادهٔ ۶ سپتامبر ۱۹۸۹) بازیکن فوتبال اهل سنت کیتس و نویس است.
از باشگاه‌هایی که در آن بازی کرده‌است می‌توان به باشگاه فوتبال استراتفورد تاون، باشگاه فوتبال ردیچ یونایتد، باشگاه فوتبال ووستر سیتی، و باشگاه فوتبال بیرمنگام سیتی اشاره کرد.
وی همچنین در تیم ملی فوتبال سنت کیتس و نویس بازی کرده‌است.